# Киттельсен, Эллен
Э́ллен Ки́ттельсен (норв. Ellen Kittelsen) — норвежская, затем испанская кёрлингистка и тренер по кёрлингу.
В составе женской сборной Норвегии участница чемпионата мира 1994 (заняли пятое место); в составе юниорской женской сборной Норвегии участница двух юниорских чемпионатов мира. Чемпионка Норвегии среди женщин 1994.
После переезда в Испанию в начале 2000-х, в составе женской сборной Испании участница трёх чемпионатов Европы (высшее занятое место — семнадцатое); в составе смешанной сборной Испании участница четырёх чемпионатов Европы среди смешанных команд (высшее занятое место — девятое). В женской сборной играла на позиции четвёртого, была скипом команды, в смешанной сборной — на позиции третьего.

## Достижения
- Чемпионат Норвегии по кёрлингу среди женщин: золото (1994).[2].

## Команды
| Сезон                                    | Четвёртый                     | Третий           | Второй                      | Первый                     | Запасной                                                         | Турниры              |
| ---------------------------------------- | ----------------------------- | ---------------- | --------------------------- | -------------------------- | ---------------------------------------------------------------- | -------------------- |
| Норвегия                                 |                               |                  |                             |                            |                                                                  |                      |
| 1992—93                                  | Марианне Хаслум               | Кристин Лёвсет   | Elisabeth Sandberg          | Hege Korstadshagen         | Эллен Киттельсен                                                 | ЧМЮ 1993 (6 место)   |
| 1993—94                                  | Марианне Хаслум               | Кристин Лёвсет   | Elisabeth Sandberg          | Hege Korstadshagen         | Эллен Киттельсен                                                 | ЧМЮ 1994 (5 место)   |
| 1993—94                                  | Ингвилль Гитмарк              | Гёрил Бюэ        | Эллен Киттельсен            | Лине Мария Бьерке          | Тереза Бюэ                                                       | ЧМ 1994 (4 место)    |
| Испания                                  |                               |                  |                             |                            |                                                                  |                      |
| 2005—06                                  | Эллен Киттельсен              | Ana Arce         | Martina Zurlohe             | Leticia Hinojosa de Torres |                                                                  | ЧЕ 2005 (17 место)   |
| 2006—07                                  | Эллен Киттельсен              | Ana Arce         | Leticia Hinojosa de Torres  | Martina Zurlohe            | Marce Pascual                                                    | ЧЕ 2006 (17 место)   |
| 2009—10                                  | Эллен Киттельсен              | Ana Arce         | Leticia Hinojosa de Torres  | Irene Santiago Calvillo    | Antonio De Mollinedo Gonzalez                                    | ЧЕ 2009 (19 место)   |
| Кёрлинг среди смешанных команд · Испания |                               |                  |                             |                            |                                                                  |                      |
| 2005—06                                  | Antonio De Mollinedo Gonzalez | Эллен Киттельсен | Pierre-Andr‚ Rouard         | Ana Arce                   |                                                                  | ЧЕСК 2005 (16 место) |
| 2006—07                                  | Antonio De Mollinedo Gonzalez | Эллен Киттельсен | José Manuel Sangüesa Anzano | Ana Arce                   | Leticia Hinojosa de Torres, Jos‚ Luis Hinojosa de Torres-Peralta | ЧЕСК 2006 (20 место) |
| 2007—08                                  | Antonio De Mollinedo Gonzalez | Эллен Киттельсен | José Manuel Sangüesa Anzano | Ana Arce                   |                                                                  | ЧЕСК 2007 (21 место) |
| 2009—10                                  | Antonio De Mollinedo Gonzalez | Эллен Киттельсен | José Manuel Sangüesa Anzano | Ana Arce                   | Irene Santiago Calvillo                                          | ЧЕСК 2009 (9 место)  |

(скипы выделены полужирным шрифтом)

## Результаты как тренера национальных сборных
| Год  | Турнир                                           | Сборная       | Место |
| ---- | ------------------------------------------------ | ------------- | ----- |
| 2018 | Первенство Европы по кёрлингу среди юниоров 2007 | (юниоры жен.) | 8     |